# 三つ目がとおる
『三つ目がとおる』（みつめがとおる）は、手塚治虫による日本の少年漫画、およびそれを原作としたテレビアニメ。

## 概要
本作は、多重人格の少年を主人公にした、冒険とバトルの漫画・アニメである。『週刊少年マガジン』（講談社刊）にて1974年から1978年3月まで連載された。1973年頃の『週刊少年マガジン』は、それまでの劇画偏重路線がたたって『週刊少年ジャンプ』や『週刊少年チャンピオン』に読者を奪われ、発行部数を落としていた。そこで少年誌への回帰を図る一環として、1965年の“W3事件”以来『週刊少年マガジン』および講談社との関係が途絶えていた手塚治虫に白羽の矢が立てられた。1974年に月1回の読切として連載が開始されたが、好評を受け翌年から毎週連載となり、『週刊少年チャンピオン』連載の『ブラック・ジャック』とともに手塚の復活を印象づけた。1977年に『ブラック・ジャック』と本作品により、手塚は第1回講談社漫画賞を受賞した。同年には、講談社から『手塚治虫漫画全集』が刊行開始されるなど、手塚と講談社の関係は修復された。
当初、手塚は「SF的な推理もの」を意図しており、写楽と和登さんの名がそれぞれシャーロック・ホームズとワトソンに由来しているのもそのためである。しかし、1970年代の超能力、超古代文明などのオカルトブームという「時代の要請」を受けて次第にオカルトを前面に押し出すようになり、結果としてそれが人気を得ることになった。
アニメ化作品には、手塚がシノプシスを手がけた『24時間テレビ』内のアニメスペシャル『悪魔島のプリンス 三つ目がとおる』、手塚の没後にテレビ東京系列で放送されたテレビアニメシリーズの2種類が存在している。
また、手塚のスター・システムにより、『ブラック・ジャック』や『海底超特急マリンエクスプレス』にも写楽や和登さんが登場している。
復刊ドットコムより2017年にオリジナル版全8巻が発売されている。

## ストーリー
いじめられっ子の主人公・写楽保介は、おとなしく無邪気で純粋な性格の、奇行がちで平凡な中学生である。しかしその正体は、古代ムー大陸で高度な超古代文明を繁栄させた「三つ目族」の末裔で、額に貼られた絆創膏をはがすことにより、その下に封じられた第三の目が、三つ目族の超能力と天才的頭脳を写楽にもたらす。三つ目の写楽保介は現代文明を滅ぼして「三つ目王国」を再興するという野望を持つが、そのたびに親友で想いを寄せる少女・和登さんこと和登千代子に阻止されていく。そんな日々の中、学園生活や日常の中で様々な事件に巻き込まれた写楽と和登さんが、謎を解き明かし解決していく。
超古代文明など、1970年代のオカルトブームが反映されている。またストーリーの魅力として、古代遺跡に手塚独自の解釈があてられていることが挙げられ、例えば酒船石は古代人が奴隷を服従させるための秘薬の精製装置であるとしている（「酒船石奇談」）。
一話完結の短編のほか、複数話にまたがる「長編」があり、短編よりもさらにスケールの大きな冒険が展開される。

### 長編概要
三つ目族の謎編
ある日突然、犬持邸に謎の黒い球が送りつけられる。それは写楽の叔父で、同じく三つ目族の末裔であるゴブリン伯爵から甥の写楽に贈られたもので、表面に琵琶湖の湖底に眠る三つ目族の遺産の隠し場所が示され、鉄球の中にはその案内役となる天人鳥が収められていた。写楽と和登さんは飛石連休を利用して琵琶湖へ調査に出かける。アニメでは23話〜26話に該当。
グリーブの秘密編
写楽の通う学校に特別講師として赴任して来た上底先生は、なぜか写楽一人に執拗な体罰を繰り返す。実は、彼女の真の目的は写楽にネイティブ・アメリカンの遺跡・グリーブについて調査させることだった。長編では唯一アニメ化されていない。
怪植物ボルボック編
写楽たちは三つ目族が開発した霊長植物・ボルボックを発見する。ボルボックは人間の命令に従い、地上の植物を思いのままに茂らせたり枯らしたりする能力を持っていた。写楽ははじめこれを手なずけようとするが、ボルボックが三つ目族を滅ぼした張本人であることが分かり、一転してボルボックの殲滅を目指す。
アニメでは、34話〜39話に該当する。
イースター島航海編
写楽の前に現れた長耳族の末裔・パンドラは半人半猿の配下であるポキ族を差し向け犬持博士らの謀殺を図るが、写楽たちは辛くも逃れる。その後、写楽と雲名警部は幽霊船に乗せられ、パンドラ（アニメではミスターマネー）によってイースター島への航海に導かれる。アニメでは40話〜43話に該当する。
古代王子ゴダル編
自分が滅ぼしたウル王朝のシグアナ姫の復讐で4500年もの間「ホア・カバリ・キルマの壷」に封じられてきた三つ目族の王子・ゴダルは、和登さんの体を乗っ取ることで世に再びその姿を現す。ゴダルと写楽、二人の三つ目人は国際会議を控えた京都の街で騒動を巻き起こしていく。アニメでは29話〜33話に該当する。
地下の都編
バンソウコを貼った写楽は縄文時代の遺跡を発見し、一人で掘り進めていく。その後、富士山の火山灰土に覆われた地下の都を発見し、そこで古代の巫女・アヌイと出会う。アニメでは11話〜13話に相当する。
怪鳥モア編
写楽はトルテカ人の忘れ形見・モアの雛を親鳥から託されている。舞台は変わってメキシコとなり、写楽はモアを狙うヒットマン・ケツアルからモアを守り抜こうと奮闘する。アニメでは18話、44話〜46話に該当する。

### サブタイトル一覧
| サブタイトル             | 掲載日                            | 備考         |
| ------------------------ | --------------------------------- | ------------ |
| 三つ目登場               | 1974年7月7日号                    |              |
| 赤い案内書               | 1974年8月11日号                   |              |
| 魔法産院                 | 1974年9月15日号                   |              |
| 酒船石奇談               | 1974年10月13日号                  |              |
| 寿命院邸の地下牢         | 1974年11月10日号                  |              |
| 三角錐コネクション       | 1974年12月8日号                   |              |
| 文福登場                 | 1975年1月19+26日号 - 2月16日号    | 単行本未収録 |
| 三つ目族の謎編           | 1975年2月23日号 - 5月25日号       | 長編         |
| グリーブの秘密編         | 1975年6月1日号 - 8月24日号        | 長編         |
| めおと岩がくっついた     | 1975年8月31日号                   |              |
| キャンプに蛇がやってきた | 1975年9月7日号・9月14日号         |              |
| 王者の剣                 | 1975年9月28日号                   |              |
| 円盤騒ぎ                 | 1975年10月5日号                   |              |
| オハグロ沼の怪物         | 1975年10月12日号                  |              |
| 怪植物ボルボック編       | 1975年10月19日号 - 1976年3月7日号 | 長編         |
| 貝塚の怪                 | 1976年3月14日号                   |              |
| 文福脱走                 | 1976年3月21日号                   |              |
| 墓あらし                 | 1976年3月28日号                   |              |
| カンニング               | 1976年4月4日号                    |              |
| 七蛇寺の七ふしぎ         | 1976年4月11日号                   | 単行本未収録 |
| 暗黒街                   | 1976年4月18日号                   |              |
| 神々の食糧               | 1976年4月25日号                   |              |
| ガイコツ・ショー         | 1976年5月2日号                    |              |
| タワーリング・ミラクル   | 1976年5月9日号                    |              |
| わんわん物語             | 1976年5月16日号                   |              |
| カオスの壷               | 1976年5月23日号                   | 単行本未収録 |
| 魔術師                   | 1976年5月30日号・6月6日号         |              |
| 給食                     | 1976年6月13日号                   | 単行本未収録 |
| 復活の谷                 | 1976年6月20日号                   |              |
| 猪鹿中学                 | 1976年6月27日号                   | 単行本未収録 |
| 長耳族                   | 1976年7月4日号                    | 単行本未収録 |
| イースター島航海編       | 1976年7月25日号 - 12月26日号      | 長編         |
| 舌を出すな！             | 1977年1月2日号                    | 単行本未収録 |
| ナゾの浮遊物             | 1977年1月9日号                    |              |
| ビバゴン現わる！         | 1977年1月16+23日号                |              |
| 古代王子ゴダル編         | 1977年1月30日号 - 4月24日号       | 長編         |
| 地下の都編               | 1977年5月1日号 - 1977年7月10日号  | 長編         |
| 親子車                   | 1977年7月17日号                   |              |
| 怪鳥モア編               | 1977年8月7日号 - 1978年1月15日号  | 長編         |
| 石の玉                   | 1978年1月29日号                   |              |
| メダルの謎               | 1978年2月12日号                   | 単行本未収録 |
| スキャンダル             | 1978年2月19日号                   | 単行本未収録 |
| 浦島太郎の遺産           | 1978年2月26日号                   |              |
| イカヅチ山が泣いている   | 1978年3月12日号                   |              |
| スマッシュでさよなら     | 1978年3月19日号                   |              |

## 登場人物

### 主要人物
写楽 保介（しゃらく ほうすけ）
声 - 藤田淑子（24時間テレビ版）、伊倉一恵（テレビ東京版）、田中真弓（まんがビデオ版）、肝付兼太（海底超特急マリンエクスプレス〈ムー帝国王子・シャラクとして〉）、くまいもとこ（手塚治虫が消えた!? 20世紀最後の怪事件）
本作品の主人公で中学生。背が小さく頭の禿げた少年で、同級生から常にイジメやからかいの対象となっているが、自身がからかいを受けている事にすら気づかない程の能天気で奔放な性格。しかしその正体は「第三の目」と呼ばれる独自の感覚器官を額に戴く三つ目族の最後の生き残りで、第三の目が露わになっている時の自称は「悪魔のプリンス」。知能は「第三の目」にバンソウコを貼られている状態では幼稚園児並みだが、ひとたび第三の目があらわになると、常人を超越した頭脳と、強力なサイコキネシスを始めとした超能力を操れるようになる。また、バンソウコを貼った状態では無邪気な性格だが、三つ目になった途端に不遜かつ尊大な性格となり、大人びた行動をする。それでも自分に世話を焼いてくれる和登さんにだけは心を許しており、恋人扱いすることもあるが、実際には亡き母親と重ねている部分が多い。バンソウコを上手く剥がせるのも和登だけである。
また、「アブトル・ダムラル・オムニス・ノムニス・ベル・エス・ホリマク われとともに来たり われとともに滅ぶべし」と呪文を唱えると、メカを起動させたり、三つ目文明の遺産である槍のような武器・赤いコンドルを呼び寄せたりできる。アニメでは更に「まだんきゅう」という球状の乗り物も操る。他に、難解な古代文字を容易く解読したり、ゴミやガラクタから超科学的なメカを作り出す能力も持つ。なお、バンソウコが貼られている状態の写楽は三つ目になった時の記憶を持たないが（逆に三つ目人状態の写楽にはバンソウコが貼られている時の記憶も残っている）、バンソウコが剥がされるのを非常に嫌がることから、自分の本性の危険性を本能的に理解している節がある。
前述の通り名前はシャーロック・ホームズにちなむものであり、東洲斎写楽とは基本的に関係がない。キャラクター造形のモデルはルーニー・テューンズのエルマー・ファッド。原作では途中で「猪鹿（いのしか）中学」に転校しているが、転校の際のエピソードは単行本から省かれているため有耶無耶になっている。
和登 千代子（わと ちよこ）
声 - 高島雅羅（24時間テレビ版）、松井菜桜子（テレビ東京版、手塚治虫が消えた!? 20世紀最後の怪事件）、横山智佐（まんがビデオ版）
本作品のヒロイン。写楽保介と同じ学校に通う同級生で、ショートカットでスタイル良しの美少女。一人称は「ボク」。寺の一人娘であり、僧修行の一環として様々な習い事を父親から厳しく躾けられているため色々なことができる。格闘術も身に付けさせられており、体育会系の生徒を十把一絡げになぎ倒したりと普段は男勝りな性格で、正義感が強く面倒見がいい。三つ目になった写楽に魅力を感じ、バンソウコを貼った彼に何かと世話を焼く。基本的には冷静で洞察力があり、三つ目になった写楽の相棒兼ストッパー（三つ目の写楽が暴走しそうになった時にバンソウコを貼る）として活躍。ちゃんと女性らしいところもあるし、想定外の事態に対しては狼狽えたり、恥ずかしがったりすることも多い。
作中で「和登（わと）さん」と呼ばれるように、名前の由来はシャーロック・ホームズの相棒ジョン・H・ワトスンから。原作では写楽に対してヒロインのような位置で描かれることもあったが、アニメでは写楽の保護者や制御装置としての側面が強く押し出されている。
犬持（けんもち）医師
声 - 岸野一彦（24時間テレビ版）、嶋俊介（テレビ東京版）
写楽の養父である医師。写楽の亡き母親から、赤子の写楽を預かり育ててきた。写楽が普通の男の子として成長することを願い、彼の「第三の目」があらわにならないよう常に気を配っている。
三つ目の写楽は犬持の物言いに反発するが、犬持を父親として認めているところもある。テレビ東京版では大学の考古学教授であり、古代文明の中でも特に三つ目族の研究を専門に行っている。
ヒゲオヤジ
声 - 八奈見乗児（24時間テレビ版）、緒方賢一（テレビ東京版）
写楽が住み込みで働いている中華料理屋（もしくはラーメン屋）「来々軒（らいらいけん）」の店長。犬持同様写楽の言動に手を焼いている。江戸っ子風の熱血漢で自称「バカ田大学出」だが、意外に機転が利く一面を持つ。写楽のバンソウコウは、余程不意のアクシデントが起きない限り、基本的に彼特製の「ラーメン油」を使わないと剥がせない。
アニメでは犬持の旧友であり、犬持が研究出張時に写楽を預かるほどの仲である。また「ラーメン油」の設定が登場しないため、バンソウコウは（剥がす意思があれば）誰でも剥がせるようになっている。
須武田（すぶた）博士
声 - 田中康郎
大学の考古学教授。犬持の親友で、古代文明の研究をしている。考古学に関しては利己的な所があり、未知の発見をするたびに犬持の反対を押し切って写楽のバンソウコを剥がし、研究に協力させようとする。テレビ東京版には登場せず、犬持がその役割を果たしている。
雲名（うんめい）警部
声 - 熊倉一雄（24時間テレビ版）、玄田哲章（テレビ東京版パイロットフィルム）、石塚運昇（テレビ東京版）
ベートーベン似の刑事。なぜか写楽がらみの事件をよく担当する。イースター島航海編では写楽との航海に付き合わされる羽目になる。自称「捜査界の学聖」（楽聖のもじり）。ベートーヴェンよろしく「私は不幸だ!」が口癖。アニメ版ではイースター島航海編での一件からヒゲオヤジとは犬猿の仲で、「へっぽこ警部」と呼ばれる。意外と腕は立ち、また推理も意外と正鵠を射ているところもある。ただし毎回のように不幸な目に遭わされる。

### その他のキャラクター
写楽の母
声 - 高島雅羅
名も知れぬ三つ目族の女性。犬持に写楽を託して去った直後、雷に頭部を砕かれ凄惨な死を遂げた。なお、彼女が死の間際に着ていた服は犬持が保管しており、写楽にとって母親との絆を感じさせる大事な宝物となっている。
鬼胴 三郎（きどう さぶろう）
声 - 塩沢兼人（24時間テレビ版）、速水奨（テレビ東京版）
写楽と同じ学校に通う不良グループのリーダー。美形で成績優秀な富豪の御曹司。和登が好きで邪魔な写楽に陰湿な虐めを繰り返していたため、三つ目になった写楽の作った機械で脳ミソをトコロテン（テレビ東京版アニメではラーメン）にされてしまった。テレビ東京版では機械が試作品だったため回復し、その後もたびたび登場しては懲りずに写楽達に因縁をつけている。
オサム
声 - 田野恵
アニメオリジナルキャラクターで写楽のクラスメート。温和だが気弱な性格。顔つきは手塚治虫の自画像のそれである。
タカシ
声 - 石田彰
アニメオリジナルキャラクター。写楽のクラスメートで、オサムとコンビを組む。3話では未熟児のため入院していた妹のルミ子が騒ぎに巻き込まれる。
バンカラ
声 - 桜井敏治
アニメオリジナルキャラクター。本名は坂東唐三郎。柔道部の主将で、9話では人数合わせのために写楽たちを強制的に柔道部に入部させる。その後もたびたび登場し、13話では和登さんと共に写楽を窮地から救った。
草井（くさい）
声 - 立木文彦
ニューカーク大学教授を名乗るが、実際は遺跡泥棒。盗堀した出土品をコレクションしている。ボルボック事件にて、ボルボックに溶かされて死亡。『鉄腕アトム』などで悪党として名高い「スカンク草井」だが、『三つ目がとおる』ではテレビ東京版のみの登場である。
緒方（おがた）刑事
声 - 幹本雄之、小室正幸
アニメオリジナルキャラクター。雲名警部の部下で、怪盗オズマとの戦いで初登場。ワインレッドのスーツを着たダンディーな刑事。口数は少ないが、たびたび姿を見せており、スーパーボルボックとの戦いの際も避難勧告で現場に立っている。最終回のエンディングでも雲名に振り回されているような一面が見られた。
原作のイースター島航海編序盤にてモデルと思わしき雲名の部下が登場しているが、こちらは名前も呼ばれずポキ族の襲撃で殺害された。
文福 福太郎（ぶんぶく ふくたろう）
声 - 屋良有作
写楽につきまとう謎の男。悪のりした写楽と結託することもある。ボサボサ髪が特徴。スカートめくりのクセのあるカラスのクロや、タヌキのような猫のニコポン（原作のみ）を連れて手先に使っている。なお、彼の原作における初登場回「文福登場」は通常の単行本には収録されていない。アニメでは悪の組織デビルコンツェルンの一員。反旗を翻したモエギとスーパーボルボックにより組織は壊滅するが生死は不明。
ゴブリン伯爵（ゴブリンはくしゃく）
声 - 青野武
写楽のおじで、写楽の母親と面識があった。前頭部の大きなコブと、第三の目の痕跡も隠す特殊な形のサングラスが特徴。三つ目族の出身であるが、額の目は機能しておらず、その痕跡を残すのみである。写楽のような超人的な能力がなく、代わりに写楽を利用して三つ目族の遺産を掘り出そうと企む。最終的にマクベスと共にボートに乗り遺跡に近づくが、湖水が遺跡の内部に注ぎ込まれたことで発生した渦巻に飲み込まれ水死する。
アニメ版では遺跡の中に乗り込んで写楽達を追い詰めるが、超能力に覚醒した公卿に倒される。
マクベス
声 - 大友龍三郎
ゴブリンの執事兼運転手を務める大男。力が強い反面ドジなところもある。邪魔者となった和登を殺すように命令を受けるが、女を直接手に掛けるのは忍びないということで湖に沈めて水死させようとした。その後、ゴブリンと共にボートに乗り遺跡に近づくが、湖水が遺跡の内部に注ぎ込まれたことで発生した渦巻に飲み込まれ水死した。
アニメ版では遺跡の中に乗り込み、写楽のオーラ（超能力）に反応しない特殊な銃を使い攻撃しようとしたものの天人鳥に倒される。
公卿（くぎょう）
声 - 佐々木望
琵琶湖湖底の墓所を守る墓守一族の末裔。マクベスに殺されかけた和登を救った後、遺跡の崩壊に巻き込まれ死亡した。彼の死は和登の心の少なからず傷を残している。
アニメ版では和登を殺そうとしたのがマクベスでは無くゴブリンとなっており、その戦いで超能力を使うが、原作ではそのような描写はない。ゴブリンを倒した後に力尽きて死亡する。
ガロン
声 - 石塚運昇
アニメオリジナルで、元は『魔神ガロン』などに登場する巨人。土木工事のために三つ目族が作ったが、その凶悪さゆえに解体され封印されていた。犬持教授らの復元作業により再びその姿を現し、街を破壊しはじめる。
吾平 / モエギ
声 - 天野由梨（モエギ）
ボルボックの手掛かりを知る人物。強烈な体臭や奇行ゆえに村人から相手にされず、兄の青玉にかくまわれている。実は三つ目族の末裔であり、額のコブはボルボックによって腫れさせられたことでできたもの。事故でコブが破けたことで人格が変わり、ボルボックに関する情報を写楽に告げた。しかしボルボックには動植物に注ぐのと同種の愛情を感じており、ボルボックが写楽に滅ぼされた後、その種を持って行方をくらましてしまう。以後は登場しない。
アニメでは「モエギ」という少女に描き換えられており、ボルボックの一件後は悪の組織デビルコンツェルンの一員となり組織に協力していたが、かつての三つ目族のように地球を汚す現在の人類を滅ぼそうという考えから反旗を翻し、スーパーボルボックを用いて組織を壊滅させるもケツアルに狙撃され死亡する。
出杉（ですぎ） / バン・ドン
出杉は『猪鹿中学』から登場する長耳族の末裔で写楽の転校先の猪鹿中学の番長。写楽をいじめの標的にしていたが、後に自分たちの祖先の仇である三つ目族の末裔であることを知ってより憎しみを抱く。三つ目の写楽の仕掛けに返り討ちに遭うが、次第に同じ孤独さに同情した写楽に助けられる。
バン・ドンはイースター島航海編が単行本収録の際、手塚によって人物も設定も大幅に加筆修正された出杉に代わる人物で、共通設定はいずれもパンドラの弟。写楽を泣かせて無理やり超能力を遣わせ、モアイ像を動かすも暴走によって潰され死亡する。鞭を武器とする。
後に刊行された『イースター島航海』復刻版では、マガジン連載当時の設定でバン・ドンのモデルである出杉が再登場。モアイ像に押し潰され重傷を負うもバン・ドンと異なり写楽が見つけた不思議な木の実によって一命を取り留める。姉のパンドラと共にイースター島を去るが、ポゴを失って怒り狂ったポキ族の生き残りたちにパンドラと共に襲撃される。その後の二人の行方は描かれず、終盤で自爆したと思われるパンドラの潜水艦から爆発に巻き込まれたポキ族の遺体のみが浜辺で発見された。
アニメでは未登場。イースター島の役割は文福に差し替えられている。
パンドラ / ミスターマネー
声 - 横沢啓子（パンドラ）、井上和彦（ミスターマネー）
「さまよえるオランダ人」を名乗る男装の麗人。元々は日本人の経営する施設で働いていたが、タンクの破裂事故によって背中に濃硫酸を浴び酷い火傷を負う。しかし会社の幹部たちは彼女を放り出して隠蔽し、誠意の欠片も見せなかった。後に絶滅しかかっていたポキ族を発見し、調教して手先とした。そして復讐の第一歩として会社の幹部たちを殺害させた。長耳族の子孫を自称し、宿敵である三つ目族の子孫であるとして日本人を憎む。写楽に敗れた後は捕虜となり、写楽を弟のバン・ドラと引き合わせる。しかしバン・ドラは写楽が動かしたモアイ増に潰されて死亡。艦に戻ったところをポキ族に襲われ、ポキ族を調教したのは間違いだったとして艦を爆破して道ずれにした。生死は不明。『悪魔島のプリンス』ではヒトラーの孫にしてネオナチのリーダーであり、テレビ東京版アニメでは文福の上司にあたるミスターマネーという男性に描き換えられている。
ポゴ
声 - 深雪さなえ
ポキ族の長であるメスで、簡単な人語を解する。写楽を慕っており、写楽の手助けをする。ポキ族とは猿人と人類の中間に位置する種族（ミッシングリンク）。パンドラが彼らを調教し、手先に使う。写楽がバン・ドラに泣かされて無理やりモアイ像を動かした際に潰されて死亡。最期は愛する写楽に看取られた。
アニメ版ではミスターマネーらの組織によって改造手術を施され高い知識を持っており、写楽達と過ごすうちに思考や行動がより人間らしくなっていったが、反乱を恐れた組織が一定時間が経過すると元のサルに戻るように手術していたため、人間の言葉が頭から消えていく事に悲痛な叫びを上げるも、元のサルに戻ってしまい写楽の元を去る。
ゴダル王子
声 - 伊倉一恵
古代レムリア王国の三つ目族の王子で、その姿は写楽に瓜二つ。超能力や呪術に長け、残虐非道な性格。シグアナ姫に心底惚れており、三つ目族最大の超能力のひとつで命の危険を伴う「ホア・カバリ・キルマ」の術を見せるようシグアナ姫に言いくるめられ、魂が体から離れた隙にシグアナ姫によって体を溶かされてしまう。以来4500年の間「ホア・カバリ・キルマの壷」の中に魂を封じられてしまうが、壷に近付いた和登さんに乗り移って再び体を得る。そこでかつての自分と瓜二つの写楽を見つけ、肉体を奪おうとする。しかし二つ目の体では最大限の力が発揮できないため敗北。表向きは写楽に協力しつつ写楽の体に乗り移る機会を探る。後に写楽に反旗を翻すが、犬持たち活躍によって和登の身体から追い出され、代わりに猫の身体に魂を移されてしまった。以後は薄汚い野良猫として鉄橋の下で暮らすようになる。
ファミコンゲーム版ではラストボスとして登場。和登を拉致し、原作に登場したゴブリンやボルボックを写楽にけしかける。ラストバトルでは前哨戦としてゴモラを起動し、破壊されると写楽と直接対決をする。
アニメ版では黒い野良猫に魂を移された後、白い雌猫とつがいになっており子供も儲けているなどそれなりに幸せに暮らしている。
シグアナ姫
声 - 松井菜桜子
和登と瓜二つの古代人。ゴダル王子に滅ぼされたウル王国の王女。ゴダルから好意を寄せられていた。王国を滅ぼして自分を無理やり奴隷にしたゴダル王子への恨みからゴダル王子の魂を「ホア・カバリ・キルマの壷」の中に封じてしまう。そしてゴダルの肉体を溶かして消滅させ復讐を成し遂げた。
マヌイ
声 - 鷹森淑乃
地下の都で写楽が出会った縄文時代の巫女。古代に噴火した富士山を鎮めようと人柱になったが、写楽にはその姿を感じとることができた。
エビラ
声 - 片岡富枝
マヌイに仕える従者で弓の使い手。土偶のような体形をしている。不愛想だが面倒見はいい。
モア
声 - 大谷育江、安達忍
伝説の鳥。
史実ではニュージーランドに生息した飛べない巨鳥だが（モアを参照）、本作では尻からガスを噴射し、ロケットのように飛ぶことが出来る。
危機を悟った親鳥（声：滝沢ロコ）が写楽に託した卵から生まれる。金銀財宝を収集して隠すという行動を本能的に行っており、その在り処を知るべく、マフィアたちに狙われていた。写楽がヘパトームたちに殺されたと思い込み、仇討ちの為、ヘリコプターに特攻して酷いケガを負った直後にケツアルに射殺されてしまう。
テレビ版では第18話で登場。謎の集団（後にデビルコンツェルンであったことが判明）の実験で誕生しながらも本来のモアとは違う形になった為、処分されそうになるも写楽の治療で一命を取り留め、写楽と共に暮らし始める。第44話で成体となるもデビルコンツェルンに再び狙われることになり、メキシコでの戦いにおいて、写楽を守ろうとした結果、ケツァルに射殺。その血は生体強化細胞が封印されているピラミッドの扉を開けるために用いられる一方、亡骸は写楽の手で現地に埋葬された。
ガンケット、アロンゾ、ブッチャー
声 - 金尾哲夫（ガンケット）、森利也（アロンゾ）、安西正弘→桜井敏治（ブッチャー）
アニメオリジナルキャラクターでブラッドリーの手下のトリオ。
ガンケットはマシンガン、アロンゾは毒針の吹き矢、巨漢のブッチャーはブーメランや縄を投げ飛ばすのが得意。ガンケットは『ブラック・ジャック』の「ドクター・キリコ」から、アロンゾは手塚作品によく登場する「ハム・エッグ」から、それぞれ容姿を流用している。
セリーナ
声 - 松井菜桜子
ペペの娘で和登と瓜二つ。正体は写楽と同じ三つ目族。
写楽に見初められるが、モアをケツアルに殺され、人質に取られる。写楽を援護して共にケツアルを倒すも騒ぎを聞きつけてやってきた警官隊に撃たれ致命傷を負う。死の間際には写楽に人間として生きるように告げた。
アニメ版では普通の人間であり、モアを喪った写楽に自分を重ねたこともあって、共に暮らすことを望むが立ち上がった写楽を見送る。
ペペ
声 - 辻村真人
メキシコ人。セリーナの父親。酒に溺れている。写楽とモアをケツアルに売り飛ばそうとするが、写楽の純真さにふれて考えを改める。その後、写楽を匿ったためケツアルに射殺された。
ヘパトーム / ブラッドリー
声 - 島香裕（ブラッドリー）
ケツアルの依頼人。第二次大戦時にSSに所属しており、トルテカ人の財宝を利用してナチスの復活を目論んでいる。ヘリコプターに乗って遺跡から立ち去ろうとしたところ、写楽を殺されたと思い込んで特攻してモアに撃墜され死亡した。アニメでは容姿はそのままにブラッドリーという人物に置き換えられており、悪の組織「デビルコンツェルン」のボスとされている。
ケツアル
声 - 谷口節
メキシコ人の殺し屋。ヘパトームに雇われモアの始末を請け負う。協力者であっても平然と見殺しにするなど冷酷非情な性格。名は「ケツァルコアトル」にちなむ。依頼人はモアに殺されてしまったが、自身の本能に従い、セリーナを人質にとって写楽を呼び出し一騎討ちを挑む。特殊な力を持たない人間でありながら写楽を後一歩のところまで追い詰めたが、勝利を目前にしたところで写楽の超能力によって重傷を負い敗北。道連れにしようと爆弾を起爆させて果てた。
アニメ版では気を失っている写楽に対し、「モアの命に免じて助ける」という甘さを見せる。その後、スーパーボルボックによって、デビルコンツェルンを潰されて致命傷を負うも最後の力を振り絞り、モエギを狙撃・道連れにする。

## 作品の改編等について
他の手塚作品にも見られるように、本作品も単行本化に際して加筆・改編が行われている。特に連載前半における修正が多く、掲載時には切れ目のない一連のストーリーとして描かれていたものが、単行本では1冊ないし2冊に収まるようにまとめられた。そのために、雑誌連載版で描かれながらも省かれたエピソードも存在する。グリーブ編の改編は特に顕著であり、雑誌連載版からの改編だけでなく、講談社コミック（KC）版と講談社コミックスペシャル（KCSP）版以降の単行本でもそれぞれ結末が異なっている。また当初は、単行本に収められなかった短編も複数あった。
『手塚治虫漫画全集』の刊行に当たっては、当時6巻まで発売されていた講談社コミックス（KC）版を打ち切りにし、その続きから優先して全集に収録されることになった。このため全集への収録順序は連載時の順序と大きく異なるものとなるが、「講談社コミックスペシャル（KCSP）」 以降の版では本来の順に戻されている。
単行本未収録話については、ファンからの要望を受け、2003年に講談社プラチナコミック版（コンビニコミック）に収録、2008年1月には講談社漫画文庫より「三つ目がとおる秘蔵短編集」として単行本未収録話を全て収録し発売している。
- 講談社コミックス（KC） 全6巻
- 講談社コミックスペシャル（KCSP） 全8巻
- 手塚治虫漫画全集 全13巻
- 講談社漫画文庫 全8巻
- 講談社コミックスグランドコレクション 全8巻
- 講談社プラチナコミック 全14巻
- 手塚治虫文庫全集 全7巻

2007年4月からスタートした「手塚治虫オンデマンドマガジン」サービスでは、単行本未収録話を含む全エピソードの中から自分で選んで単行本化することができるようになった。

## アニメ

### 24時間テレビ版
『悪魔島のプリンス 三つ目がとおる』と題された本作品は、1985年8月25日に日本テレビの『24時間テレビ』内で放送された。手塚治虫のシノプシスに基づいて東映動画（現：東映アニメーション）が製作した。ストーリーは原作のイースター島航海編をベースにしているが、ネオナチが登場するなどオリジナル色も強い。
長らくソフト化の機会に恵まれなかったが、アニメ映画『手塚治虫のブッダ』の公開を記念し、2011年5月21日にDVDが発売された。ただし諸般の事情により、本編を一部編集したバージョンとなる。

#### スタッフ
- 製作 - 今田智憲（東映動画）
- 原作・構成 - 手塚治虫
- 企画 - 都築忠彦（日本テレビ）、松谷孝征（手塚プロダクション）
- プロデューサー - 武井英彦（日本テレビ）、田宮武（東映動画）
- 脚本 - 山崎晴哉
- 音楽 - 大谷和夫
- 撮影監督 - 森田俊昭（トランス・アーツ）
- 美術監督 - 池田祐二
- キャラクター設計・作画監督 - 清山滋崇
- 製作担当 - 佐々木章
- 原画 - 井上俊之、梶島正樹、摩砂雪、入好さとる、大西雅也、濱洲英喜、北原健雄 他
- 動画チェッカー - 山本治代
- 動画 - 武藤公春 他
- トレース - 根本圭子、荒川喜代美、秋山益代、向山正絵
- 彩色 - スズキ義剛、平賀真紀、白倉拓也、田中里香、板坂泰江、小林美代子
- ゼログラフ - 高橋章
- 検査 - 藤瀬順一
- 特殊効果 - 中島正之
- 編集 - 望月徹
- ネガ編集 - 喜多伴子
- 録音 - 蔵本貞司
- 録音助手 - 山田仁
- 音響効果 - 伊藤克己
- 演出助手 - 上木屋克則
- 製作進行 - 寺田光信
- 美術進行 - 鳥本武
- 仕上進行 - 西川晋 .
- 記録 - 原芳子
- 録音スタジオ - タバック
- 現像 - 東映化学
- 監督 - 芹川有吾
- 企画協力 - 手塚プロダクション
- 制作 - 日本テレビ、東映動画

| 日本テレビ系列 『24時間テレビ』内アニメ | 日本テレビ系列 『24時間テレビ』内アニメ    | 日本テレビ系列 『24時間テレビ』内アニメ      |
| 前番組                                  | 番組名                                     | 次番組                                       |
| --------------------------------------- | ------------------------------------------ | -------------------------------------------- |
| 大自然の魔獣バギ （1984年）             | 悪魔島のプリンス 三つ目がとおる （1985年） | 銀河探査2100年 ボーダープラネット （1986年） |

### テレビ東京版
テレビ東京系列で1990年10月18日から1991年9月26日まで放送。原作を基調とした手塚プロダクション制作の連続アニメーションシリーズ。全48話。手塚の死後、初めて制作された手塚アニメである。原作にあった残酷な描写やエロティックなサービスカットは極力控えられ、より低年齢向けになっている。ラストは原作とは異なり、ボルボックがパワーアップした怪植物・スーパーボルボックと写楽たちとの対決で終わる。
1991年1月17日に湾岸戦争が勃発した時には、他局が報道特番を行う中、テレビ東京のみが通常番組として本作品を放送し、放送当日（第13話）は先番組の『楽しいムーミン一家』と同様に19.0%（ビデオリサーチ調べ、関東地区）という高視聴率を得た。

#### スタッフ
- 原作 - 手塚治虫
- 企画 - 後藤田進（日本経済社）、古岡秀樹（学習研究社）、松谷孝征（手塚プロダクション）
- シリーズ構成 - 関島眞頼
- 総作画監督・キャラクターデザイン - 宇田川一彦
- 音楽 - 渡辺俊幸
- 美術監督 - 岡田和夫
- 撮影監督 - 白井久男
- 録音監督 - 加藤敏
- 監督 - うえだひでひと
- プロデューサー - 小長光信（テレビ東京）、荒井俊茂（日本経済社）、大西邦明（学習研究社）
- 色彩設定 - 佐久間クミ子
- 背景 - みにあ～と、アップル、アニメタイム
- メカニックデザイン - 山根公利（第8話 - ）
- 撮影 - スタジオコスモス
- 編集 - 坂本雅紀
- 現像 - IMAGICA
- タイトル - マキ・プロ
- 録音制作 - 東北新社
- 選曲 - 合田豊
- 調整 - 荒井孝
- 効果 - 横山正和
- 録音監督補 - 向山宏志（第27話 - ）
- 制作デスク - 野田由紀夫、岡崎茂、井口憲明、宇田川純男
- 演出助手 - 高田淳
- 制作事務 - 篠田真佐子
- 制作プロデューサー - 北見紘一郎（日本経済社）、長谷川徹（学研）、由井正俊（手塚プロ）
- プロダクションマネージャー - 古徳稔（第11話 - ）
- 製作 - テレビ東京、日本経済社、学習研究社、手塚プロダクション

#### 主題歌
オープニングテーマ
『？（はてな）のブーメラン』
作詞 - 青木久美子 / 作曲 - 小杉保夫 / 編曲 - 信田かずお / 歌 - 徳垣とも子
エンディングテーマ
『ちょっと魔法でばんそうこ』（第1話 - 第47話）
作詞 - 冬杜花代子 / 作曲 - つのごうじ / 編曲 - 信田かずお / 歌 - 中島安名（コーラス - つのごうじ、ヤング・フレッシュ）
『FRIEND』（第48話<最終回>のみ）
作詞 - 青木久美子 / 作曲 - 小杉保夫 / 編曲 - 牧野三朗 / 歌 - CHIEMY
上記各曲を収録したCDは、いずれも日本コロムビアより発売された。

#### 各話リスト
| 話 | 放送日          | サブタイトル                           | 脚本                | 絵コンテ       | 演出       | 作画監督   | 美術     |
| -- | --------------- | -------------------------------------- | ------------------- | -------------- | ---------- | ---------- | -------- |
| 1  | 1990年 10月18日 | 三つ目登場 ボクが写楽だ                | 山下久仁明 関島眞頼 | うえだひでひと | 広嶋秀樹   | 松本朋之   | 田原優子 |
| 2  | 10月25日        | ラーメン戦争!怒りの一撃                | 山下久仁明          | 芦沢剛史       | 芦沢剛史   | 宍倉敏     | 岡田和夫 |
| 3  | 11月1日         | かわいい赤ちゃんは侵略者               | 中弘子              | 吉田健次郎     | 吉田健次郎 | 宇田川一彦 | 岡田和夫 |
| 4  | 11月8日         | 迷子のUFOをさがせ                      | 荒川稔久            | 望月敬一郎     | 望月敬一郎 | 宍倉敏     | 明石貞一 |
| 5  | 11月15日        | ハイテク暴走車を追え                   | 早川正              | 横山広行       | 松見真一   | 半田輝男   | 田原優子 |
| 6  | 11月22日        | 美少女はヘビの使い?                    | 岸間信明            | うえだひでひと | 広嶋秀樹   | 半田輝男   | 今村立夫 |
| 7  | 11月29日        | のっとられた写楽                       | 影山由美            | 芦沢剛史       | 芦沢剛史   | 宍倉敏     | 今村立夫 |
| 8  | 12月6日         | 三つ目イヌ誕生                         | 中弘子              | 五月女有作     | 五月女有作 | 半田輝男   | 田原優子 |
| 9  | 12月13日        | 三つ岩山の秘密                         | 山下久仁明          | しのだよしの   | 望月敬一郎 | 宍倉敏     | 田中資幸 |
| 10 | 12月20日        | うそ!?写楽が悪魔                       | 岸間信明            | 生頼昭憲       | 生頼昭憲   | 上村栄司   | 今村立夫 |
| 11 | 12月27日        | 守れ!ボクの宝物                        | 山下久仁明          | 松見真一       | 松見真一   | 半田輝男   | 田中資幸 |
| 12 | 1991年 1月10日  | 守れ!地下の都                          | 早川正              | 芦沢剛史       | 芦沢剛史   | 宍倉敏     | 田中資幸 |
| 13 | 1月17日         | 守れ!第三の目                          | 関島眞頼            | うえだひでひと | 広嶋秀樹   | 半田輝男   | 今村立夫 |
| 14 | 1月24日         | 爆発!宇宙パワー                        | 中弘子              | 横山広行       | 吉村文宏   | 半田輝男   | 今村立夫 |
| 15 | 1月31日         | 超能力VS超魔術                         | 荒川稔久            | 望月敬一郎     | 望月敬一郎 | 宍倉敏     | 今村立夫 |
| 16 | 2月7日          | 発見!伝説の怪物                        | 影山由美            | 生頼昭憲       | 生頼昭憲   | 上村栄司   | 今村立夫 |
| 17 | 2月14日         | 受験戦争と平和!?                       | 山下久仁明          | 横山広行       | 松見真一   | 半田輝男   | 今村立夫 |
| 18 | 2月21日         | 不思議鳥モア!!                         | 岸間信明            | 石山タカ明     | 芹沢剛史   | 穴倉敏     | 岡田和夫 |
| 19 | 2月28日         | 古代魔神めざめる                       | 早川正              | うえだひでひと | 広嶋秀樹   | 半田輝男   | 田中資幸 |
| 20 | 3月7日          | 心を開け古代魔神                       | 中弘子              | 望月敬一郎     | 望月敬一郎 | 宍倉敏     | 田中資幸 |
| 21 | 3月14日         | 321 ドカーン                           | 岸間信明            | 松見真一       | 松見真一   | 半田輝男   | 今村立夫 |
| 22 | 3月21日         | 怪盗オズマの挑戦                       | 早川正              | 藤みねお       | 芦沢剛史   | 宍倉敏     | 明石貞一 |
| 23 | 3月28日         | 三つ目族の謎 古代からの使者            | 中弘子              | 石山タカ明     | 広嶋秀樹   | 半田輝男   | 岡田和夫 |
| 24 | 4月4日          | 三つ目族の謎 湖底に眠るひみつ          | 荒川稔久            | 望月敬一郎     | 望月敬一郎 | 宍倉敏     | 岡田和夫 |
| 25 | 4月11日         | 三つ目族の謎 財宝をさがし出せ          | 岸間信明            | 五月女有作     | 吉村文宏   | 半田輝男   | 岡田和夫 |
| 26 | 4月18日         | 三つ目族の謎 秘められた使命            | 影山由美            | しのだよしの   | 芦沢剛史   | 宍倉敏     | 岡田和夫 |
| 27 | 4月25日         | 不思議の国の写楽                       | 岸間信明            | 石山タカ明     | 松見真一   | 半田輝男   | 今村立夫 |
| 28 | 5月2日          | 悪党文福あらわる                       | 早川正              | 望月敬一郎     | 望月敬一郎 | 宍倉敏     | 今村立夫 |
| 29 | 5月16日         | 古代王子ゴダル もう一人の写楽          | 山下久仁明          | うえだひでひと | 広嶋秀樹   | 半田輝男   | 岡田和夫 |
| 30 | 5月16日         | 古代王子ゴダル 最終兵器を探せ!         | 中弘子              | しのだよしの   | 芦沢剛史   | 宍倉敏     | 岡田和夫 |
| 31 | 5月23日         | 古代王子ゴダル 始動せよ!ゴモラ         | 影山由美            | 松見真一       | 松見真一   | 半田輝男   | 岡田和夫 |
| 32 | 5月30日         | 古代王子ゴダル 地球乗っ取り計画        | 岸間信明            | 望月敬一郎     | 望月敬一郎 | 宍倉敏     | 今村立夫 |
| 33 | 6月6日          | 古代王子ゴダル 魂を取り戻せ!           | 山下久仁明          | 石山タカ明     | 広嶋秀樹   | 半田輝男   | 岡田和夫 |
| 34 | 6月13日         | 文福再びあらわる                       | 早川正              | 横山広行       | 松見真一   | 昆進之介   | 今村立夫 |
| 35 | 6月20日         | 怪植物ボルボック 出現!七本の柱         | 中弘子              | うえだひでひと | 高田淳     | 半田輝男   | 岡田和夫 |
| 36 | 7月4日          | 怪植物ボルボック 不思議少女モエギ      | 影山由美            | しのだよしの   | 芦沢剛史   | 宍倉敏     | 明石貞一 |
| 37 | 7月11日         | 怪植物ボルボック 地底にひそむ影        | 岸間信明            | 五月女有作     | 松見真一   | 半田輝男   | 岡田和夫 |
| 38 | 7月18日         | 怪植物ボルボック 動き出した大地        | 荒川稔久            | 望月敬一郎     | 望月敬一郎 | 宍倉敏     | 岡田和夫 |
| 39 | 7月25日         | 怪植物ボルボック 決戦!写楽VSボルボック | 中弘子              | 横山広行       | 広嶋秀樹   | 半田輝男   | 岡田和夫 |
| 40 | 8月1日          | イースター島航海 サルが喋った!         | 山下久仁明          | 望月敬一郎     | 芦沢剛史   | 宍倉敏     | 岡田和夫 |
| 41 | 8月8日          | イースター島航海 上陸!悪魔の住む島     | 山下久仁明          | 松見真一       | 松見真一   | 半田輝男   | 岡田和夫 |
| 42 | 8月15日         | イースター島航海 結婚?ポゴと写楽       | 山下久仁明          | 石山タカ明     | 望月敬一郎 | 宍倉敏     | 岡田和夫 |
| 43 | 8月22日         | イースター島航海 さようなら、ポゴ      | 山下久仁明          | うえだひでひと | 広嶋秀樹   | 半田輝男   | 岡田和夫 |
| 44 | 8月29日         | 狙われたモア!                          | 荒川稔久            | しのだよしの   | 芹沢剛史   | 宍倉敏     | 明石貞一 |
| 45 | 9月5日          | メキシコ上空大バトル                   | 中弘子              | 横山広行       | 松見真一   | 半田輝男   | 岡田和夫 |
| 46 | 9月12日         | モア暗殺計画                           | 岸間信明            | 石山タカ明     | 望月敬一郎 | 中島豊秋   | 岡田和夫 |
| 47 | 9月19日         | 復活!スーパーボルボック                | 早川正              | 五月女有作     | 五月女有作 | 半田輝男   | 岡田和夫 |
| 48 | 9月26日         | 明日への誓い                           | 関島眞頼            | うえだひでひと | 高田淳     | 半田輝男   | 岡田和夫 |

第11話～第13話（地下の都編）、第19話～第20話（古代魔神の登場する一つながりの話）、第23話～第26話（三つ目族の謎編）、第29話～第33話（古代王子ゴダル編）、第35話～第39話（怪植物ボルボック編）、第40話～第43話（イースター島航海編）、第44話～第48話(怪鳥モア編)はそれぞれ連続形式である。

#### ネット局
同時ネット局はすべてテレビ東京系列。遅れネット局の系列は放送当時のものを使用。
| 放送期間（または、放送体制）   | 放送時間           | 放送局         | 対象地域       | 備考                                 |
| ------------------------------ | ------------------ | -------------- | -------------- | ------------------------------------ |
| 1990年10月18日 - 1991年9月26日 | 木曜 19:30 - 20:00 | テレビ東京     | 関東広域圏     | 製作局                               |
|                                |                    | テレビ北海道   | 北海道         |                                      |
|                                |                    | テレビ愛知     | 愛知県         |                                      |
|                                |                    | テレビ大阪     | 大阪府         |                                      |
|                                |                    | テレビせとうち | 岡山県・香川県 |                                      |
|                                |                    | TXN九州        | 福岡県         | 現・TVQ九州放送                      |
|                                |                    | 奈良テレビ放送 | 奈良県         | 独立局                               |
| 遅れネット                     | 月曜 17:30 - 18:00 | 山形放送       | 山形県         | 日本テレビ系列 テレビ朝日系列        |
|                                | 土曜 17:30 - 18:00 | 新潟総合テレビ | 新潟県         | フジテレビ系列 現・NST新潟総合テレビ |
|                                | 日曜 6:10 - 6:40   | 静岡第一テレビ | 静岡県         | 日本テレビ系列                       |
|                                | 水曜 18:30 - 19:00 | テレビ和歌山   | 和歌山県       | 独立局                               |
|                                | 月曜 17:00 - 17:30 | 中国放送       | 広島県         | TBS系列                              |
|                                | 金曜 17:30 - 18:00 | 長崎放送       | 長崎県         | TBS系列                              |

この他、テレビ岩手（1991年12月22日まで放送）、富山テレビ（1991年9月27日まで金曜 16:25 - 16:55、第13話で途中打ち切り）、テレビ信州でも放送されていた。

#### ネット配信
- 2019年12月3日から、YouTubeの「手塚プロダクション公式チャンネル」で第1話が無料配信が行われ、更に2020年1月17日から、同チャンネルで残りの47話の期間限定無料配信が行われた。
- 2021年1月16日から、同じくYouTubeの「アニメログ」で全話の期間限定無料配信が行われている。

## まんがビデオ
1999年11月に日立マクセル、アートポートから『まんがビデオ 三つ目がとおる』というVHSのビデオソフトが8800円で発売。三つ目族の謎編の漫画原稿を撮影した映像に声と効果音をつけたもの。声の出演は、田中真弓、横山智佐、北村弘一、有本欽隆、緒方賢一、立木文彦。監督は香川真吾。87分。

## 小説
- 田中啓文「三つ目がとおる 天狗山の秘密」『SF Japan』Vol.03 手塚治虫スペシャル、徳間書店、2002年。 - オリジナル短編小説。現在は徳間デュアル文庫の『手塚治虫COVER タナトス篇』に収録。
- デュアル文庫編集部編 編『手塚治虫cover タナトス篇』徳間書店〈徳間デュアル文庫〉、2003年5月。ISBN 4-19-905140-6。
- 山崎晴哉『三つ目がとおる　悪魔島のプリンス』角川書店〈角川文庫〉、1985年8月。ISBN 4-04-164101-2。 - 24時間テレビで放映されたスペシャルアニメのノベライズ。

## ゲーム

### コンピュータゲーム
- 『三つ目がとおる』 - MSX、ナツメ（1989年）
- 『三つ目がとおる』 - ファミリーコンピュータ、トミー（1992年）
- 『ASTRO BOY・鉄腕アトム -アトムハートの秘密-』 - GBA、セガ（2003年）アトムの宿敵として登場。

### 体感型ゲーム
- 『三つ目がとおる×ドラマチック謎解きゲーム 儀式残りし謎の島』 - よだかのレコード、よだかのドラマチックルーム（初演：2018年8月25日 - 10月28日（金・土・日・祝日のみ）、再演：2019年11月29日 - 12月8日（金・土・日・祝日のみ））
ドラマチック謎解きゲームとは、実際に頭や体を動かして暗号やパズルなどを解き明かし、物語を進めていく体感型ゲーム。
参加者は、巨大客船に乗って海外旅行に出かけていたが、大嵐で船が難破したため海に落ち意識を失って、気が付くと見たこともない島に流れ着き、同じように難破に巻き込まれて島についた写楽保介と和登千代子と知り合って行動を共にすることにしたという設定で、ジャングルに囲まれた島には見たこともないような遺跡があり、不気味に鳴り響く太鼓の音の中、怪しげな原住民に話しかけると襲いかかってきたため、何とか逃げ出すもののこれで助けを求められる状況ではないと理解したことになる。鳴り止まぬ太鼓が響く中、遺跡の謎を解きこの島から脱出するというのが目的。

## コラボ作品
Peeping Life -手塚プロ・タツノコプロワンダーランド-
2013年に『Peeping Life』と手塚プロ&タツノコプロとのコラボレーションアニメを放送。

## リメイク漫画
三つ目黙示録 〜悪魔王子シャラク〜
脚本：藤澤勇希、漫画：柚木N'によるリメイク作品。『チャンピオンRED』（秋田書店）にて2016年11月号から2018年5月号まで連載された。
- 手塚治虫（原作）、藤澤勇希（脚本）、柚木N'（漫画）『三つ目黙示録 〜悪魔王子シャラク〜』、秋田書店〈チャンピオンREDコミックス〉、全4巻
  1. 2017年4月20日発売 ISBN 978-4-253-23658-4
  2. 2017年7月20日発売 ISBN 978-4-253-23659-1
  3. 2017年12月20日発売 ISBN 978-4-253-23660-7
  4. 2018年5月18日発売 ISBN 978-4-253-23661-4

三つ目がわらう
石田敦子によるリメイク作品。『テヅコミ』（マイクロマガジン社）にてVol.11から15まで（2019年）連載された。単行本全1巻。